# Izabella Main
Izabella Dorota Main (ur. 1972) – polska antropolog, dr hab. nauk humanistycznych, profesor uczelni Wydziału Antropologii i Kulturoznawstwa Uniwersytetu im. Adama Mickiewicza w Poznaniu.

## Życiorys
Studiowała w Katolickim Uniwersytecie Lubelskim, na Uniwersytecie Środkowoeuropejskim w Budapeszcie, a także na Uniwersytecie Edynburskim, natomiast 20 czerwca 2002 uzyskała doktorat za pracę pt. National and Religious Holidays as the Clashing Point of the State, the Church, and Opposition in Poland 1944-1989: the Case of Lublin, 25 września 2018 habilitowała się na podstawie oceny dorobku naukowego i pracy zatytułowanej Współczesne migracje Polek: przekonania, praktyki i strategie dotyczące zdrowia i leczenia; motywacje i uwarunkowania mobilności.
Została zatrudniona na stanowisku adiunkta w Instytucie Etnologii i Antropologii Kulturowej na Wydziale Historycznym Uniwersytetu im. Adama Mickiewicza w Poznaniu.
Objęła funkcję profesora uczelni na Wydziale Antropologii i Kulturoznawstwa Uniwersytetu im. Adama Mickiewicza w Poznaniu.
Była stypendystką Programu Fulbrighta.

## Publikacje
Autorka (lub współautorka)
- 2004: Trudne świętowanie. Konflikty wokół świąt państwowych i kościelnych w Lublinie (1944-1989). Warszawa: Wydawnictwo TRIO
- 2013: „Co zostanie z naszej Polski” – strategie migracyjne i praktyki tożsamościowe Polek na przykładzie Barcelony i Berlina", Współczesne polskie migracje: strategie – skutki społeczne – reakcja państwa. Red. M.Lesińska, M.Okólski, Warszawa: Wydawnictwo UW[2]
- 2014: "High mobility of Polish women: The ethnographic inquiry of Barcelona", International Migration 52(1)
- 2014: "Medical Travels of Polish Female Migrants in Europe", Czech Sociological Review 50(6)
- 2016: "Zmiany praktyk jedzeniowych wśród polskich emigrantek w Barcelonie i Berlinie," Studia Migracyjne- Przegląd Polonijny 42 (2)[2]
- 2016: "Motivations for mobility and settlement of Polish female migrants in Barcelona and Berlin", Social Identities 22 (1)[2]
- 2016: "Biomedical practices from a patient perspective. Experiences of Polish female migrants in Barcelona, Berlin and London", Anthropology & Medicine 23 (2).
- 2018: Lepsze światy medyczne? Zdrowie, choroba i leczenie polskich migrantek w perspektywie antropologicznej. Warszawa: Wydawnictwo Naukowe SCHOLAR[2]  Redaktorka (lub współredaktorka)

- 2009: Uchodźcy: teoria i praktyka. Poznań: Jedeń Świat[5]
- 2012: W zdrowiu i chorobie… Z badań antropologii medycznej i dyscyplin pokrewnych. Poznań: Biblioteka Teglte
- 2014: Nie dość użyteczni. Zmagania imigrantów na lokalnym rynku pracy. Poznań: Centrum Badań Migracyjnych UAM
- 2020: Europe and the Refugee Response: A Crisis of Values? Routledge[6]